# Трисульфид титана
Трисульфид титана — бинарное неорганическое соединение
титана и серы
с формулой TiS3,
кристаллы.

## Получение
- Нагревание стехиометрической смеси чистых веществ:

{\displaystyle {\mathsf {Ti+3S\ {\xrightarrow {632^{o}C}}\ TiS_{3}}}}

## Физические свойства
Трисульфид титана образует кристаллы 
моноклинной сингонии, пространственная группа P 21/m, параметры ячейки a = 0,4973÷0,501 нм, b = 0,338÷0,3433 нм, c = 0,8714÷0,888 нм, β = 97,17÷97,74°, Z = 2,
структура типа триселенида циркония ZrSe3
.
Соединение образуется по перитектической реакции при температуре 632°C.

## Применение
- Соединение является полупроводником, используется в изготовлении транзисторов [4].